# 高橋繁
高橋 繁（たかはし しげる、1922年（大正11年）6月14日 - 2007年（平成19年）3月23日）は、昭和期の政治家。公明党衆議院議員（2期）。

## 経歴
静岡県周智郡（春野町を経て現浜松市）出身。1942年（昭和17年）台南師範学校卒。陸軍に入隊し台湾第72部隊に所属。その後、静岡県の公立学校で教師となる。
1963年（昭和38年）静岡市議会議員となり1期在任。1964年（昭和39年）公明党に入党。1967年（昭和42年）静岡県議会議員に選出され2期在任。
1972年（昭和47年）の第33回衆議院議員総選挙で静岡2区から公明党公認で立候補して初当選した。1976年（昭和51年）の第34回総選挙では次点で落選。1979年（昭和54年）の第35回総選挙で再選したが、翌1980年（昭和55年）の第36回総選挙では次点で落選した。以後、公明党は静岡2区から候補者を擁立しなかった。党内では党中央委員や県本部長などを務めた。

## 栄典
- 1997年、勲三等瑞宝章受章[7]。